# Aldo Kezić
Aldo Kezić (Livno, 27. studenog 1959.), bosanskohercegovački glazbenik.
Autor je nekolicine komornih, orkestralnih i vokalno-instrumentalnih djela. Kao dirigent surađivao je s Mostarskim simfonijskim orkestrom te s više sarajevskih umjetničkih društava. Njegova djela izvodili su Kamerni ansambl Muzičke akademije iz Sarajeva, Simfonijski orkestar Radio Televizije Sarajevo, Simfonijski orkestar iz Mostara, Simfonijski puhački orkestar Hrvatske vojske i drugi. Radio je kao profesor u srednjoj muzičkoj školi u Sarajevu u periodu između 1983. i 1991. godine. 
Trenutno je nastanjen u Zagrebu.

## Školovanje
1. Studij teorije glazbe - Muzička akademija u Sarajevu (1978. – 1983.)
2. Studij dirigiranja - Muzička akademija u Sarajevu (1981. – 1984.)
3. Studij kompozicije - Muzička akademija u Sarajevu (1981. – 1984.)
4. Postdiplomski studij kompozicije (Dušan Radić) - Muzička akademija u Novom Sadu (diplomirao 1991.)
5. Specijalizacija kompozicije (Luciano Berio) - Visoka muzička škola u Lübecku, Njemačka
6. Specijalizacija kompozicije (Heinz Holliger) - Konzervatorij u Luzernu, Švicarska
7. Postdiplomski studij dirigiranja (Jovan Šajnović): Fakultet muzičke umetnosti u Beogradu (nedovršen)
8. Specijalizacija kompozicije (Toschio Hosokawa): Muzička akademija u Luzernu, Švicarska
9. Privatna poduka iz dirigiranja (Jovan Šajnović): Beograd
10. Privatna poduka iz dirigiranja (Igor Gjadrov): Zagreb